# Pierre Guyot (homme politique)
Pierre Guyot est un homme politique français né le 30 mars 1747 à Marvejols (Lozère) et décédé le 26 mai 1805 à Mende (Lozère).
Juge au tribunal de district de Marvejols, il est élu député de la Lozère au Conseil des Cinq-Cents le 23 germinal an VI. Partisan du coup d'État du 18 Brumaire, il devient président du tribunal criminel de la Lozère en 1800 puis devient juge à la cour d'appel de Nîmes.

## Sources
- « Pierre Guyot (homme politique) », dans Adolphe Robert et Gaston Cougny, Dictionnaire des parlementaires français, Edgar Bourloton, 1889-1891 [détail de l’édition]